# Elson Gottschalk
Elson Guimarães Gottschalk (Rio de Contas, 1914 - Salvador, 1996 ) foi um magistrado e jurista brasileiro, especialista no direito do trabalho, campo no qual publicou diversas obras. Egresso da Faculdade de Direito da Universidade Federal da Bahia, foi diretor da entidade.

## Biografia
Era filho de José Henrique Gottschalk da Silva e Ilídia Guimarães Gottschalk da Silva.
No registro de Arnaldo Lopes Süssekind, Gottschalk foi "classificado em primeiro lugar no concurso para o Ministério Público do Estado da Bahia, foi ele nomeado, em 1941, Promotor de Itapira. No mesmo ano, o Presidente Getúlio Vargas o nomeou Suplente de Presidente da 1ª Junta de Conciliação e Julgamento de Salvador. Decorrido um biênio, passou a Juiz-Presidente desse mesmo órgão da Justiça do Trabalho. Em 1951, foi promovido para o Tribunal Regional do Trabalho da 5ª Região, sediado em Salvador, onde permaneceu até sua aposentadoria, em 1978. Nessa judicatura, onde grangeou a admiração dos seus colegas e o respeito do Ministério Público e dos advogados, Gottschalk emprestou notável consistência jurídica a seus acórdãos, que, por isso mesmo, passaram a frequentar iterativamente as revistas especializadas e os repositórios de jurisprudência trabalhista".
Em 1957 ingressa como professor da Faculdade onde se formara, tornando-se em 1959 titular da cadeira de direito do trabalho. Em 1970 foi eleito vice-diretor da instituição e, dois anos depois, seu diretor, ocasião em que coordenou o “I Simpósio Latino-Americano de Direito do Trabalho e da Previdência Social”. Foi membro da Academia Brasileira de Direito do Trabalho (Cadeira 37) e da Academia Brasileira de Letras Jurídicas, silogeu que instituiu o "Prêmio Jurídico Orlando Gomes - Elson Gottschalk" que na edição de 2018 foi voltado a monografias de acadêmicos e juristas na área do direito civil.

## Obras
Publicou, entre outros, os seguintes livros:
- “A duração do trabalho”, 1951;
- “Instituto das férias”, 1953;
- “Férias anuais remuneradas”, 1956;
- “Jus variandi no contrato de trabalho”, tese de concurso, 1956;
- “Conselho de empresa”, 1958;
- “Curso de Direito do Trabalho”, com Orlando Gomes, 1963 (obra com sucessivas reedições, traduzida ao espanhol)
- “Problemática da produtividade da mão-de-obra”, 1983